# シアン化バリウム
シアン化バリウム（英: Barium cyanide）は、化学式Ba(CN)2で表される化合物である。
この白色結晶は空気中の水分および二酸化炭素と徐々に反応し、猛毒のシアン化水素を生じる。日本の法令上、無機シアン化合物として毒物及び劇物指定令に基づき毒物に指定されている。

## 製造
水あるいは石油エーテル中で、シアン化水素と水酸化バリウムを反応させることにより得られる。
{\displaystyle \mathrm {Ba(OH)_{2}+2\ HCN\longrightarrow Ba(CN)_{2}\ +2\ H_{2}O} }
または、空気中もしくは窒素中で水酸化バリウムを焼なまし（アニーリング）することによっても得られる。
{\displaystyle \mathrm {Ba(OH)_{2}+3\ C+N_{2}\longrightarrow Ba(CN)_{2}\ +H_{2}O+CO} }

## この化合物に関する法規制等
- 特定化学物質の環境への排出量の把握等及び管理の改善の促進に関する法律（化学物質排出把握管理促進法） - 第一種指定化学物質[5]
- 水質汚濁防止法 - 排水基準（健康項目）、事故時措置（有害物質）[6]
- 土壌汚染対策法 - 特定有害物質[7]
- 下水道法 - 排水基準[8]
- 廃棄物の処理及び清掃に関する法律（廃棄物処理法） - 特別管理産業廃棄物[9]
- 大気汚染防止法 - 有害大気汚染物質[10]
- 環境基本法 - 水質環境基準（健康項目）[11]、地下水環境基準[12]、土壌環境基準[13]、水質要調査項目
- 水道法 - 要件等項目[14]
- 毒劇法